# Naherholungsraum Itzenplitz

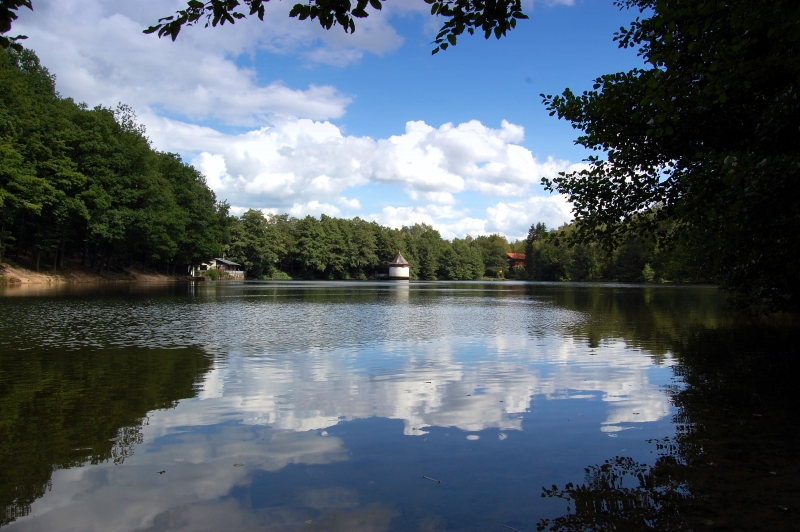
Der Itzenplitzer Weiher

Der saarländische Naherholungsraum Itzenplitz (auch Naherholungsgebiet Itzenplitz-Heiligenwald) gruppiert sich rund um den Itzenplitzer Weiher und liegt südwestlich des Schiffweiler Ortsteils Heiligenwald. Insgesamt ist das Gelände 7 km² groß und liegt auf dem Gebiet der drei Gemeinden Merchweiler, Friedrichsthal und Schiffweiler.
Namensgeber des Naherholungsraumes Itzenplitz ist der nur etwa 50 × 500 Meter große Itzenplitzer Weiher mit seinem 1908 errichteten historischen Pumpenhaus, das heute als Blickfang für Besucher dient und das Herzstück des Naherholungsgebietes prägt. Der Itzenplitzer Weiher ist der größte See im Landkreis Neunkirchen.

## Entstehung
Über Jahrzehnte war diese Gegend Industriegelände. Für die Speisung der Dampfmaschinen und als Wasserreservoir für die Grube Itzenplitz wurde in den Jahren 1878/79 dieser Weiher angelegt, der die Wasser des Kallenbaches und Klinkenbaches im Rußhüttertal staute. Auch Pumpenwasser aus den Gruben wurde in den Itzenplitzer Weiher geleitet.
Der Name rührt vom preußischen Staatsmann Heinrich Friedrich von Itzenplitz, der sich insbesondere für die beschleunigte Einführung der Eisenbahn in Preußen verdient gemacht hat und dem in diesem Umfeld zu jener Zeit etliche Gruben, Stollen und andere Nebenbauten gewidmet wurden.

## Heutige Nutzung
Seit den späten 1980er Jahren wird der Itzenplitzer Weiher nicht mehr bergbaulich genutzt. Auch das Industriegelände südlich von Heiligenwald wurde in den 90er Jahren konvertiert und bietet verschiedenen Gewerbetreibenden Flächen für entsprechende Baukörper. Der See mit seinen auf drei Seiten umgebenden Wald ist für Erholungssuchende ein attraktives Ziel geworden und wird von Läufern, Wanderern und Anglern rege genutzt. In der Misch-Waldlandschaft gibt es darüber hinaus noch mehrere Weiheranlagen, die über gut ausgebaute Rundwanderwege erreichbar sind. Insgesamt steht ein Gesamtwegenetz von etwa 53 Kilometern zur Verfügung.
Träger dieses Gebietes ist der „Zweckverband Naherholungsraum Itzenplitz“, die auf Anregung des Heiligenwalder Bürgers Werner Altmeier im Jahre 1973 zurückgeht. Seine Idee, die von der Montanindustrie geprägte Region zu einer siedlungsnahen Erholungs- und Erlebnislandschaft zu machen, wurde damit erreicht.